# Diocesi di São Carlos
La diocesi di São Carlos (in latino Dioecesis Sancti Caroli in Brasilia) è una sede della Chiesa cattolica in Brasile suffraganea dell'arcidiocesi di Campinas. Nel 2024 contava 485.000 battezzati su 716.156 abitanti. È retta dal vescovo Luiz Carlos Dias.

## Territorio
La diocesi comprende 14 comuni nella parte centrale dello stato brasiliano di San Paolo: São Carlos, Itirapina, Dourado, Ibaté, Ribeirão Bonito, Araraquara, Américo Brasiliense, Santa Lúcia, Rincão, Motuca, Gavião Peixoto, Trabiju, Boa Esperança do Sul e Matão.
Sede vescovile è la città di São Carlos, dove si trova la cattedrale di San Carlo Borromeo.
Il territorio si estende su 7.046 km² ed è suddiviso in 75 parrocchie.

## Storia
La diocesi di São Carlos do Pinhal (dioecesis Sancti Caroli de Pinhal) fu eretta il 7 giugno 1908 con la bolla Dioecesium nimiam amplitudinem di papa Pio X, ricavandone il territorio dalla diocesi di San Paolo, che fu contestualmente elevata al rango di arcidiocesi metropolitana. Originariamente era suffraganea della stessa arcidiocesi.
Il 25 gennaio 1929 cedette porzioni del suo territorio a vantaggio dell'erezione delle diocesi di Jaboticabal e di Rio Preto (oggi diocesi di São José do Rio Preto).
Il 15 ottobre 1952 con la bolla Divinus animorum di papa Pio XII fu istituito il capitolo cattedrale.
Il 25 novembre 1957 ha assunto il nome attuale per effetto del decreto Apostolicis della Congregazione Concistoriale.
Il 19 aprile 1958 è entrata a far parte della provincia ecclesiastica dell'arcidiocesi di Campinas.
L'8 novembre 1984, con la lettera apostolica Merito Christifideles, papa Giovanni Paolo II ha confermato San Carlo Borromeo patrono principale della diocesi.
Il 9 febbraio 2000 e il 26 giugno 2024 ha ceduto altre porzioni di territorio a vantaggio dell'erezione rispettivamente della diocesi di Catanduva e della diocesi di Jaú.

## Cronotassi dei vescovi
Si omettono i periodi di sede vacante non superiori ai 2 anni o non storicamente accertati.
- José Marcondes Homem de Melo † (9 agosto 1908 - 15 ottobre 1937 deceduto)
- Gastão Liberal Pinto † (15 ottobre 1937 succeduto - 24 ottobre 1945 deceduto)
  - Sede vacante (1945-1948)[2]
- Ruy Serra † (13 febbraio 1948 - 19 settembre 1986 deceduto)
- Constantino Amstalden † (19 settembre 1986 succeduto - 25 ottobre 1995 ritirato)
- Joviano de Lima Júnior, S.S.S. † (25 ottobre 1995 - 5 aprile 2006 nominato arcivescovo di Ribeirão Preto)
- Paulo Sérgio Machado † (22 novembre 2006 - 16 dicembre 2015 dimesso)[3]
- Paulo Cezar Costa (22 giugno 2016 - 21 ottobre 2020 nominato arcivescovo di Brasilia)
- Luiz Carlos Dias, dal 20 ottobre 2021

## Statistiche
La diocesi nel 2024 su una popolazione di 716.156 persone contava 485.000 battezzati, corrispondenti al 67,7% del totale.
| anno | popolazione | popolazione | popolazione | presbiteri | presbiteri | presbiteri | presbiteri                | diaconi | religiosi | religiosi | parrocchie |
| anno | battezzati  | totale      | %           | numero     | secolari   | regolari   | battezzati per presbitero | diaconi | uomini    | donne     | parrocchie |
| ---- | ----------- | ----------- | ----------- | ---------- | ---------- | ---------- | ------------------------- | ------- | --------- | --------- | ---------- |
| 1950 | 579.156     | 603.422     | 96,0        | 75         | 35         | 40         | 7.722                     |         | 45        | 164       | 42         |
| 1966 | 470.000     | 482.000     | 97,5        | 92         | 60         | 32         | 5.108                     |         | 30        | 230       | 43         |
| 1970 | 406.300     | 470.000     | 86,4        | 67         | 44         | 23         | 6.064                     |         | 31        | 138       | 42         |
| 1976 | 450.000     | 522.724     | 86,1        | 77         | 42         | 35         | 5.844                     |         | 43        | 209       | 47         |
| 1980 | 512.000     | 570.000     | 89,8        | 83         | 46         | 37         | 6.168                     | 1       | 53        | 191       | 46         |
| 1990 | 749.000     | 828.000     | 90,5        | 90         | 67         | 23         | 8.322                     | 1       | 31        | 151       | 62         |
| 1999 | 709.308     | 895.486     | 79,2        | 119        | 88         | 31         | 5.960                     | 1       | 42        | 123       | 73         |
| 2000 | 628.000     | 857.000     | 73,3        | 109        | 90         | 19         | 5.761                     | 2       | 30        | 120       | 73         |
| 2001 | 618.000     | 951.076     | 65,0        | 98         | 84         | 14         | 6.306                     | 10      | 25        | 105       | 69         |
| 2002 | 703.086     | 963.086     | 73,0        | 116        | 85         | 31         | 6.061                     | 10      | 40        | 109       | 70         |
| 2003 | 712.815     | 985.236     | 72,3        | 106        | 80         | 26         | 6.724                     | 10      | 34        | 96        | 70         |
| 2004 | 723.371     | 951.086     | 76,1        | 116        | 85         | 31         | 6.235                     | 17      | 41        | 82        | 70         |
| 2010 | 801.000     | 1.097.000   | 73,0        | 140        | 115        | 25         | 5.721                     | 36      | 49        | 71        | 100        |
| 2014 | 826.000     | 1.135.000   | 72,8        | 161        | 135        | 26         | 5.130                     | 47      | 42        | 95        | 107        |
| 2017 | 847.000     | 1.251.700   | 67,7        | 170        | 146        | 24         | 4.982                     | 43      | 28        | 65        | 124        |
| 2020 | 866.800     | 1.280.000   | 67,7        | 189        | 162        | 27         | 4.586                     | 58      | 55        | 67        | 126        |
| 2022 | 838.000     | 1.237.214   | 67,7        | 187        | 164        | 23         | 4.481                     | 56      | 43        | 50        | 132        |
| 2024 | 485.000     | 716.156     | 67,7        | 144        | 127        | 17         | 3.368                     | 39      | 21        | 66        | 75         |

## Parrocchie
Vicariato São Carlos Borromeu
- São Carlos - Parrocchia Cattedrale di São Carlos Borromeu (2 febbraio 1858)
- São Carlos - Parrocchia Santa Isabel (3 marzo 1962)
- São Carlos - Parrocchia São José (7 gennaio 1988)
- São Carlos - Parrocchia São Benedito (29 dicembre 1996)
- São Carlos - "Quasi Parrocchia" São Nicolau de Flüe (21 gennaio 2000)
- São Carlos - "Quasi Parrocchia" São Gabriel, São Miguel e São Rafael (2 gennaio 2001)
- Ribeirão Bonito - Parrocchia Senhor Bom Jesus da Cana Verde (9 luglio 1885)
- Itirapina - Parrocchia Santo Antônio de Pádua (19 dicembre 1891)
- Dourado - Parrocchia São João Batista (17 maggio 1898)
- Capela do Seminário de São Carlos
- São Carlos - Parrocchia Santo Antônio (6 febbraio 1943)
- São Carlos - Parrocchia Nossa Senhora Aparecida (6 febbraio 1987)
- São Carlos - Parrocchia Santa Madre Cabrini (6 febbraio 1987)
- São Carlos - Parrocchia Nossa Senhora de Guadalupe (4 ottobre 1999)
- São Carlos - "Quasi Parrocchia" São Francisco de Assis (23 gennaio 2002)
- São Carlos - Parrocchia Nossa Senhora do Carmo (18 marzo 1972)
- São Carlos - Parrocchia São Sebastião (18 marzo 1972)
- São Carlos - Parrocchia Nossa Senhora Auxiliadora (5 febbraio 1978)
- São Carlos - Parrocchia Santa Edviges (11 gennaio 1997)
- São Carlos - Parrocchia São Judas Tadeu (12 gennaio 1997)
- Ibaté - Parrocchia São João Evangelista (19 aprile 1906)
- São Carlos (Distretto di Santa Eudóxia) - Parrocchia Santa Eudóxia (15 febbraio 1910)
- São Carlos - Parrocchia Nossa Senhora de Fátima (20 settembre 1970)
- São Carlos - Parrocchia São Roque (12 ottobre 1982)
- São Carlos - Parrocchia Santa Rita de Cássia (30 dicembre 1995)
- São Carlos - "Quasi Parrocchia" Santa Luzia (23 maggio 2000)
- São Carlos - Parrocchia São João Batista (4 febbraio 2006)
- Ibaté - "Quasi Parrocchia" Santo Antônio (8 dicembre 2001)

Vicariato São Bento
- Araraquara - Parrocchia São Bento (22 settembre 1817)
- Araraquara - Parrocchia Santo Antônio (20 maggio 1936)
- Gavião Peixoto - Parrocchia Santo Antônio (15 novembre 1935)
- Araraquara - Parrocchia Nossa Senhora do Carmo (6 febbraio 1943)
- Araraquara - Parrocchia São José (1º marzo 1981)
- Araraquara - Parrocchia Sant'Ana (24 giugno 1987)
- Araraquara - Parrocchia São Dimas (10 gennaio 1996)
- Araraquara – "Quasi Parrocchia" São Judas Tadeu (24 agosto 2000)
- Araraquara – "Quasi Parrocchia" Menino Jesus de Praga (23 dicembre 2002)
- Araraquara - Parrocchia Nossa Senhora das Graças (18 febbraio 1961)
- Araraquara - Parrocchia São Geraldo (18 febbraio 1961)
- Araraquara - Parrocchia Nossa Senhora Aparecida (2 febbraio 1968)
- Araraquara - Parrocchia São Sebastião (20 gennaio 1989)
- Araraquara - Parrocchia Sagrada Família (31 dicembre 1995)
- Araraquara - Parrocchia São João Batista (10 novembre 1998)
- Araraquara - "Quasi Parrocchia" Nossa Senhora do Vale (17 gennaio 2000)
- Araraquara - Diaconia Santa Ângela (24 febbraio 2002)
- Santa Lúcia - Parrocchia Santa Luzia (14 ottobre 1924)
- Rincão - Parrocchia São Luís Gonzaga (14 novembre 1924)
- Américo Brasiliense - Parrocchia Nossa Senhora Aparecida (16 febbraio 1969)
- Américo Brasiliense - "Quasi Parrocchia" São Francisco (8 dicembre 2001)
- Motuca - "Quasi Parrocchia" São Sebastião (1º febbraio 2002)

Vicariato Nossa Senhora do Patrocínio
- Boa Esperança do Sul - Parrocchia São Sebastião (20 settembre 1887)
- Trabijú - "Quasi Parrocchia" Sant'Ana e São Benedito (10 gennaio 2000)

Vicariato Senhor Bom Jesus
- Matão - Parrocchia Senhor Bom Jesus (4 marzo 1898)
- Matão - Parrocchia Nossa Senhora Aparecida (12 ottobre 1982)
- Matão - Parrocchia Santa Cruz (2 maggio 1986)
- Matão - Parrocchia Nossa Senhora do Perpétuo Socorro (13 marzo 1990)
- Matão - "Quasi Parrocchia" Divino Espírito Santo (21 ottobre 1999)
- Matão - Parrocchia São Sebastião (26 novembre 2000)